# Roy C. Wilcox
Roy Cornwell Wilcox (* 25. Dezember 1891 in Meriden, Connecticut; † 30. März 1975 ebenda) war ein US-amerikanischer Politiker. Zwischen 1933 und 1935 war er Vizegouverneur des Bundesstaates Connecticut.

## Werdegang
Roy Wilcox absolvierte die Yale University. Später arbeitete er in der Industrie. Daneben war er als Filmemacher und Fotograf tätig. Außerdem setzte er sich für die Umwelt ein. Während des Ersten Weltkrieges war er Oberleutnant der amerikanischen Streitkräfte. Für seine militärische Leistungen wurde er als Ritter (Chevalier) in die Ehrenlegion aufgenommen. Politisch wurde er Mitglied der Republikanischen Partei. In den 1920er Jahren gehörte er zeitweise dem Gemeinderat von Meriden an. Im Jahr 1926 wurde er in den Senat von Connecticut gewählt. Zwei Jahre später war er als President pro Tempore amtierender Vorsitzender dieses Gremiums. Den offiziellen Senatsvorsitz hatte verfassungsgemäß der Vizegouverneur. Zwischen 1931 und 1933 bekleidete er das Amt des State Treasurer. In den Jahren 1928 und 1940 nahm er als Delegierter an den jeweiligen Republican National Conventions teil.
1932 wurde Wilcox an der Seite von Wilbur Lucius Cross zum Vizegouverneur von Connecticut gewählt. Dieses Amt bekleidete er zwischen 1933 und 1935. Dabei war er Stellvertreter des Gouverneurs und Vorsitzender des Staatssenats. Im Jahr 1940 gehörte er dem republikanischen Staatsvorstand für Connecticut an. Danach ist er politisch nicht mehr in Erscheinung getreten. Er starb am 30. März 1975 in seiner Heimatstadt Meriden, wo er auch beigesetzt wurde.